# Народный костюм Московской губернии

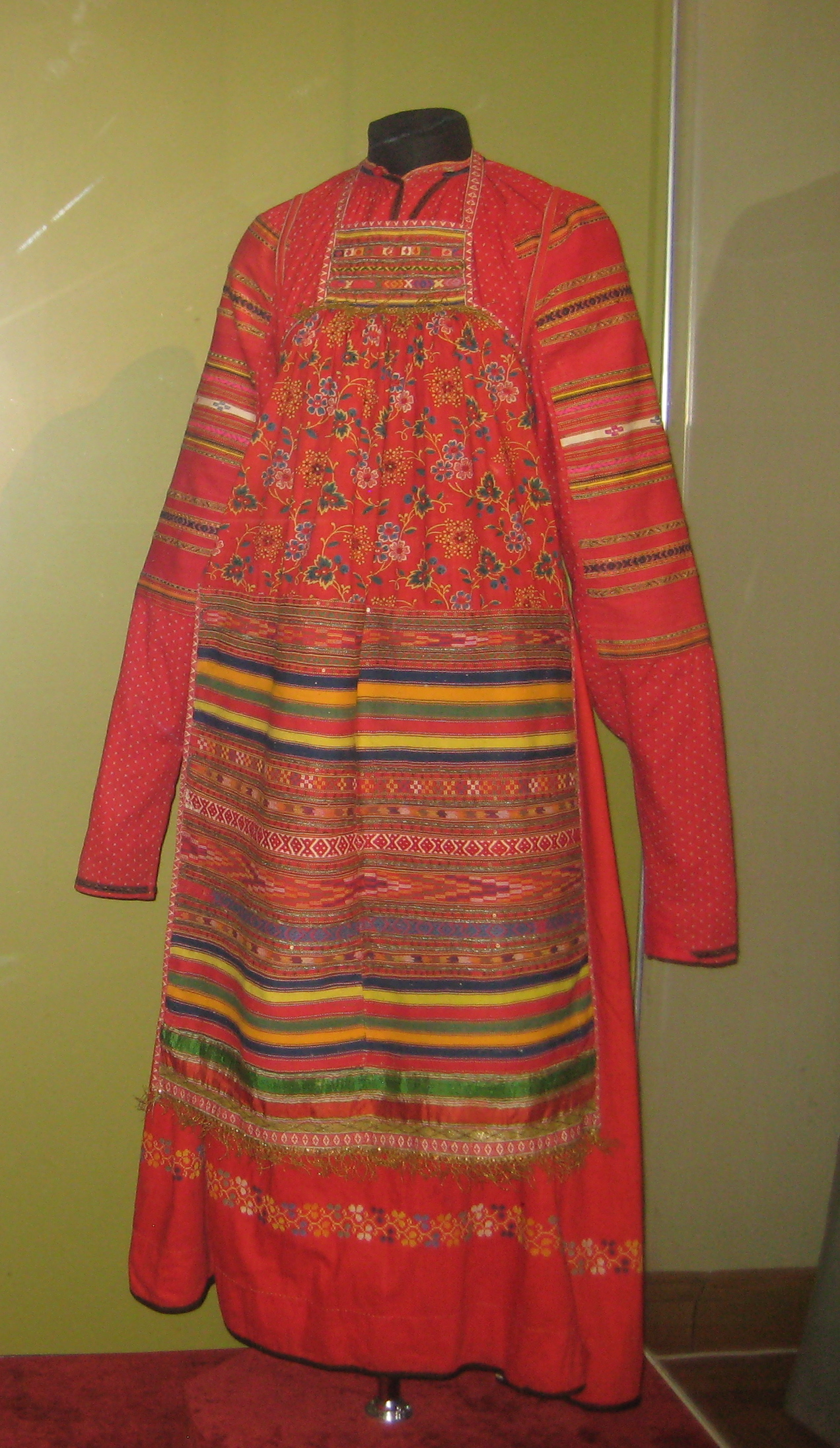
Праздничный костюм Верейского уезда Московской губернии, экспонат ВМДПНИ

Народный костюм Московской губернии относится к севернорусскому типу, главной характеристикой которого является сарафан в качестве основного элемента женской одежды, лишь в некоторых местах юга Подмосковья был распространён южнорусский тип, отличающийся юбкой-понёвой вместо сарафана. Конструктивно очень медленно менялся и сохранялся в одном и том же виде на протяжении нескольких веков. Тем не менее, ввиду близости Москвы как крупного города, в народную одежду довольно рано начали проникать элементы городского, западного костюма. Кроме того, поскольку Московская губерния ещё с XVIII века была одним из центров лёгкой промышленности, то уже в конце XIX века широко распространились ткани фабричного производства (до этого лишь зажиточные крестьяне могли себе позволить дорогие ткани вроде кумача или китайки).

## Женский костюм

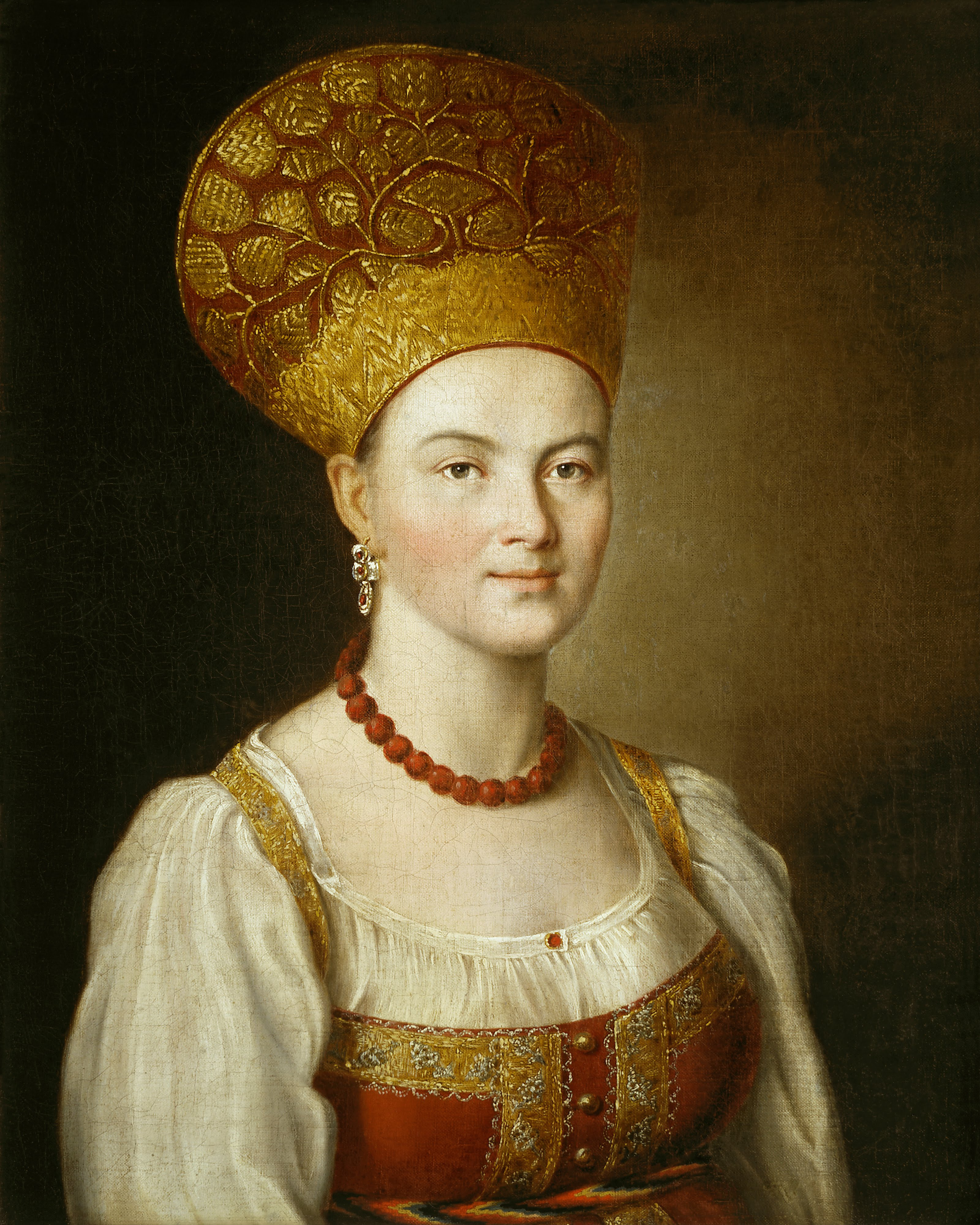
«Портрет неизвестной в русском костюме» кисти Ивана Аргунова, 1784 г. Изображённая надета в подмосковный народный костюм

Основу женского наряда составляла рубаха, изготовлявшаяся из прямоугольных кусков ткани. Чаще всего женские рубахи шили из тканей красного цвета, а также из синих, жёлтых, зелёных и белых тканей. Практически все подмосковные рубахи были с длинными рукавами, а с короткими почти не было. Вокруг горловины рубахи ткань собиралась в сборки и закреплялась узкой обшивкой. В Московской губернии носили рубахи различных конструкций. Характерной для Московской губернии была разновидность рубахи, называвшаяся «московской» (хотя эта разновидность также бытовала в Тверской, Владимирской, Смоленской и южнорусских губерниях), характеризовавшаяся рукавами со вставками-ластовицами, вышеупомянутой узкой обшивкой вокруг ворота — цветной или вышитой (иногда с воротником), и поликами — плечевыми вставками на рукавах — украшенными вышивкой и полосками браного тканья. В некоторых южных уездах Подмосковья, например, в Верейском (и соседних губерниях) существовала разновидность московской рубахи, характеризовавшаяся прямыми поликами, прилегавшими к боковому краю полотнища, собранного у горловины (параллельно основе ткани), а не к верхнему краю стана и параллельно утку ткани. Несмотря на конструктивные особенности, характерные для северорусских рубах, эта рубаха носилась с понёвой, характерной для южнорусского женского костюма. Рубахи с прямыми поликами, пришитыми по утку ткани, носили с косоклинными сарафанами (то есть с клиньями, пришитыми к основным полотнищам сарафана), рубахи с прямыми поликами, пришитыми по основе, также носили с косоклинниками, на этот раз распашными. Более поздним вариантом стала рубаха без поликов, рукава которой обладали клиньями, сужавшимися к запястью. Встречались и рубахи с рукавами намного длинее самих рук, при ношении такие рубах рукава либо присборивались на руке либо же обладали отверстием, через которые и продевались руки. Схожие конструктивные особенности были и у рубах Нижегородской губернии.
Поверх рубахи женщины надевали длинный сарафан. Застёжками служили мелкие пуговицы. Повседневные сарафаны были синего цвета, праздничные — красного. В Московской губернии преобладали два вида сарафанов: саян (или кумашник) и круглый. Саян относился к косоклинным сарафанам с разрезом спереди и изготовлялся из синей ткани. Передние полотнища могли как и не сшиваться, и сарафан мог быть распашным, так и сшиваться вместе, в этом случае ряд застёжек нёс исключительно декоративную функцию. Также в Подмосковье носили глухой косоклинный сарафан без застёжек, бывший так и на лямках, так и с широкими проймами для рукавов. Круглый сарафан был прямым, с лямками, за пределами Московской губернии его называли московским. Особенностью круглого сарафана является то, что он изготавливался из цельных прямых полотнищ, присборенных у верхнего края, из-за чего он отдалённо напоминал что-то вроде юбки на лямках. Круглые сарафаны были гораздо легче и удобнее косоклинных, постепенно они начали вытеснять косоклинники. Довольно поздно появился сарафан с лифом, облегающим грудь и/или спину и отдалённо напоминавшим приталенное платье без рукавов или юбку с лифом. Повседневные сарафаны практически всегда изготовлялись из синего холста; праздничные были на подкладке и шились из красной крашенины, китайки синего, голубого или красного цвета, а также из кумача, парчи и шёлка. Праздничные сарафаны доходили до пола, и подпоясывались шёлковым или хлопчатобумажным поясом.

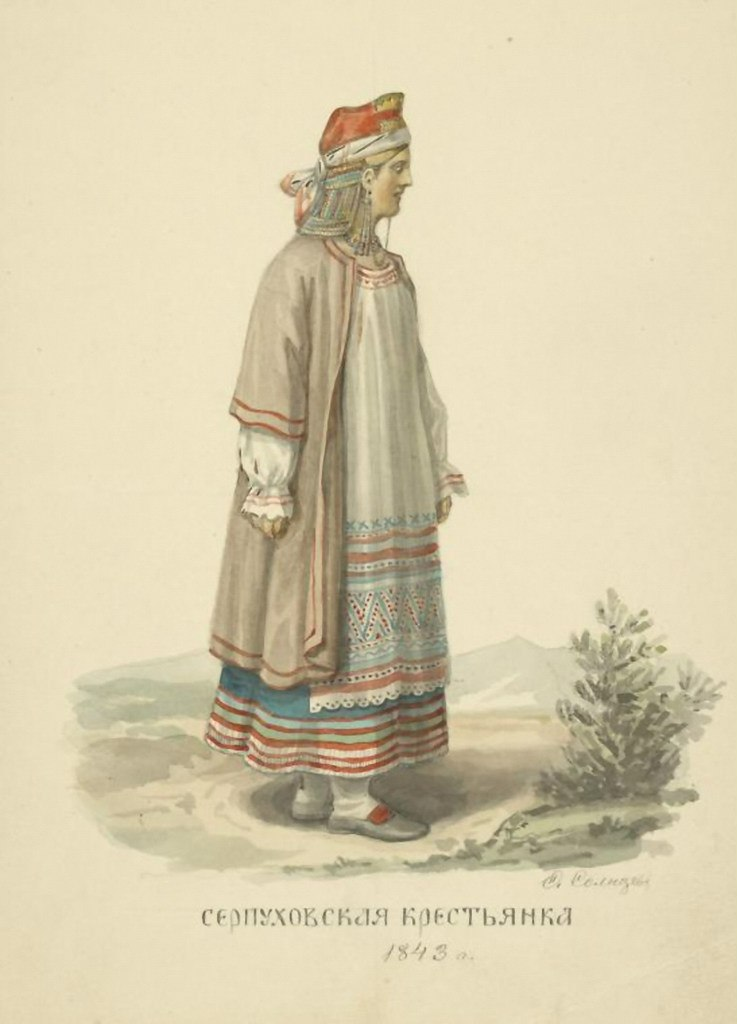
Серпуховская крестьянка (1843 г.). Иллюстрация из книги «Одежда Русского государства» Фёдора Солнцева

Одной из разновидностей сарафана, бытовавших в Московской губернии, была китайка, получившая своё название по одноимённой ткани, хотя также эту разновидность изготовляли из нанки и холста синего цвета. Китайка являлась девичьим сарафаном и носилась с белой холщовой рубахой и опоясывалась широким шерстяным поясом синего или зелёного цвета. Конструктивно китайка состояла из двух полотнищ спереди (либо сшивавшихся, тогда сарафан был глухим, либо застёгивались, в таком случае он был распашным) и одного сзади, между которыми пришивали несколько клиньев для придания сарафану ширины. Спереди сарафан-китайка украшался вставкой кумачовой ткани, по подолу нашивались ленты, кружева, кумачовые прошивки и бисер; сзади он не декорировался. В Бронницком уезде была известна т.н. продуванка, также представлявшая собой разновидность сарафана, обладавшая узкими лямками и шившаяся из кашемира. Продуванка изготовлялась из пяти кусков ткани, и была распашной: она застёгивалась на ряд пуговиц или металлических крючков, сама застёжка располагалась спереди или под левой лямкой. Некоторые продуванки украшались нашивавшимися на подол лентами или кружевами, и хлопчатобумажной полосой ткани изнутри. Такой сарафан опоясывали плетёным из ткани поясом или лакированным кожаным. В Подомсковье, в частности, на территории современного Подольского района, круглый сарафан носил название «шубка», он надевался поверх холщовой рубахи. Позднее, в связи с массовым распространением фабричных тканей, сарафан-шубку начинают носить с ситцевыми рубахами ярких цветов и с широкими рукавами (такие рубахи и носили название «рукава»). Сарафан-шубка изготавливался в основном из фабричных тканей вроде сатина и был распашным, застёгивался на ряд пуговиц и крючков, вырез мог располагаться сбоку. Лямки у сарафанов-шубок были тонкие. Состоял сарафан-шубка из четырёх-пяти полотнищ, сверху присборенных или заложенных в мелкие складки. Сарафаны-шубки из лёгких тканей были без подкладки, а из более тяжёлых тканей вроде парчи обладали широким подгибом (подпушкой) снизу.
Поверх сарафана надевали т.н. телогрею — нагрудная одежда без рукавов и на лямках наподобие укороченного сарафана. В XVIII веке подмосковные крестьянки носили телогреи из крашенины, те, кто побогаче — из кумача и китайки.
Понёва, как уже было указано выше, была очень мало распространена на территории Подмосковья, однако ранее она была более распространена. Так, в альбоме австрийского путешественника Августина Мейерберга 1660-х гг. встречается изображение подмосковной крестьянки в понёве. Это старейшее сохранившееся изображение московской понёвы. Данный предмет, судя по всему, характеризуется отсутствием прошвы (дополнительным полотнищем, благодаря которому понёва представляет собой закрытую юбку; таким образом, изображённая понёва является открытой и распашной), хорошо выраженным подольником (нижней частью понёвы) и узорным низом-подолом. В XIX веке понёвы носили крестьянки в Верейском, Бронницком, Подольском и других уездах на землях дворян Шуваловых, поэтому их крепостные назывались «шуваликами».
Неотъемлемым атрибутом женской одежды был передник. В Московской губернии он представлял кусок ткани, завязывавшийся сзади на лямки вокруг пояса, и обладавший сверху нагрудником — прямоугольным куском ткани, к которому присоединялось основное полотнище, и который также завязывался на лямки, на этот раз вокруг шеи. Передник носился поверх сарафана и нёс как и практическую функцию (защищал от пыли, грязи), и декоративную, органично дополняя праздничный костюм. Повседневные передники шились из домотканой пестряди или фабричного ситца. Праздничные передники украшались полосами узорного тканья, шёлка или ситца.
До замужества девушка повязывала голову обручами, венцами, полотенцами так, чтобы макушка всегда оставалась открытой. После замужества крестьянки прятали девичью косу под кику. И женщины, и девушки носили кокошники, которые отделывались золотом. У девушек кокошник был похож на венец, у замужних кокошник был закрытый, с донышком. Московский кокошник относится к т. н. однорогим, он представлял собой конусовидную шапочку, расширявшуюся кверху, с высоким очельем и плоским дном. Кокошник обильно украшался золотным шитьём. Поверх кокошника надевали большой платок, концы которого закалывали под подбородком или обвязывали вокруг шеи. Во второй половине XIX в. стали популярны яркие платки с набивным рисунком. На рубеже XIX-XX века платки и шали из фабричных тканей прочно вошли в быт подмосковных крестьян.
В XVIII в. кожаную обувь носили только городские жительницы, в деревнях были лапти, а сапоги стали частью праздничного костюма. Полушубки и суконные армяки служили верхней одеждой.
С конца XIX-начала XX века собственно народный костюм был вытеснен одеждой городского покроя — ситцевыми платьями и костюмами-парочками, состоявшими из длинной юбки и кофточки с баской. Дополнением к ним служили ботинки из козлиной шкуры на пуговицах или шнуровке. Впрочем, парочки были в ходу на селе прежде всего у зажиточных женщин и девушек. Кофты могли одеваться и поверх сарафана. В это время на территории современного Подольского района на свадьбу невесты одевались в парочку или платье розового цвета.

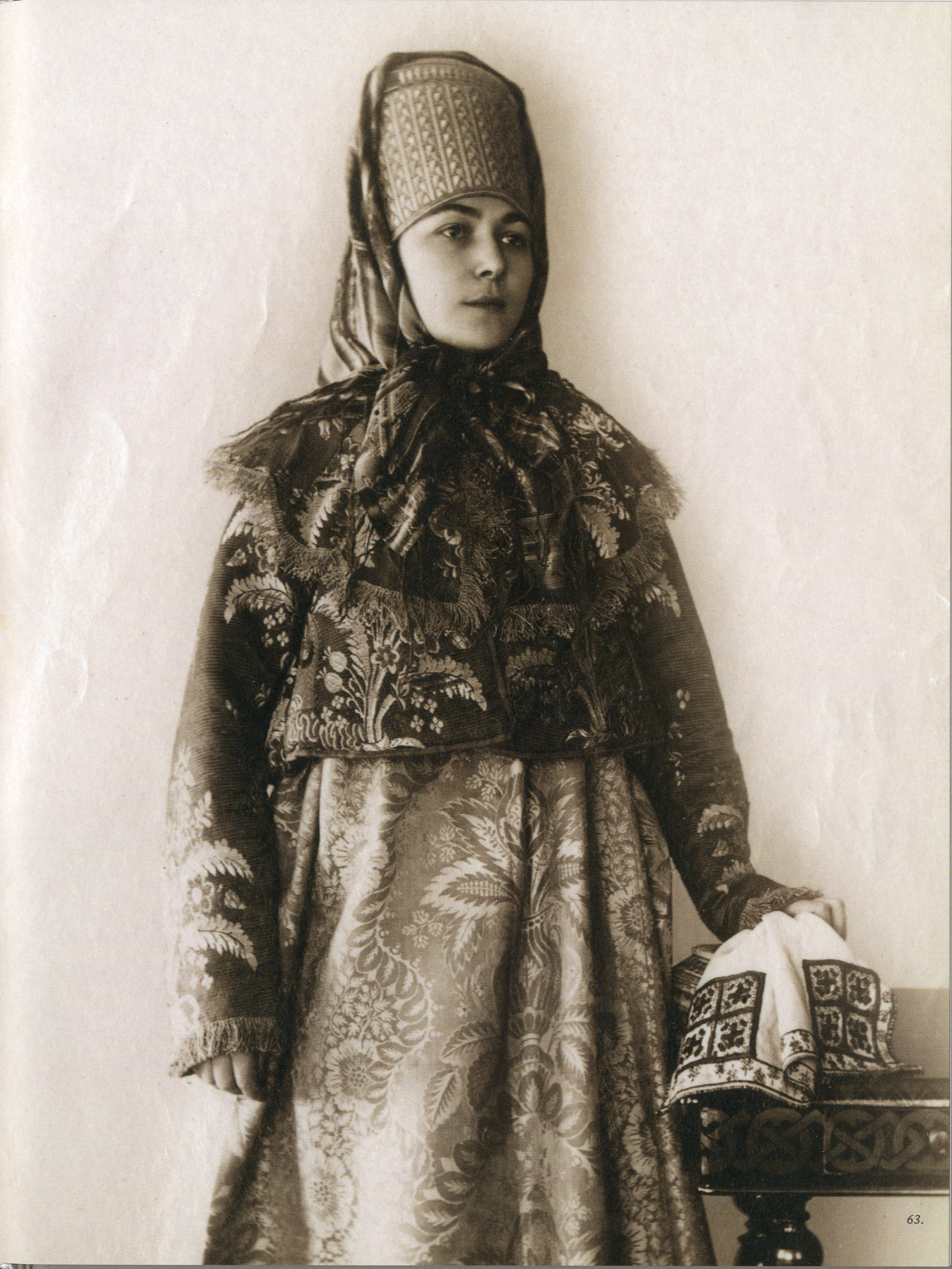
Костюм Московской губернии, фотография из коллекции Шабельских
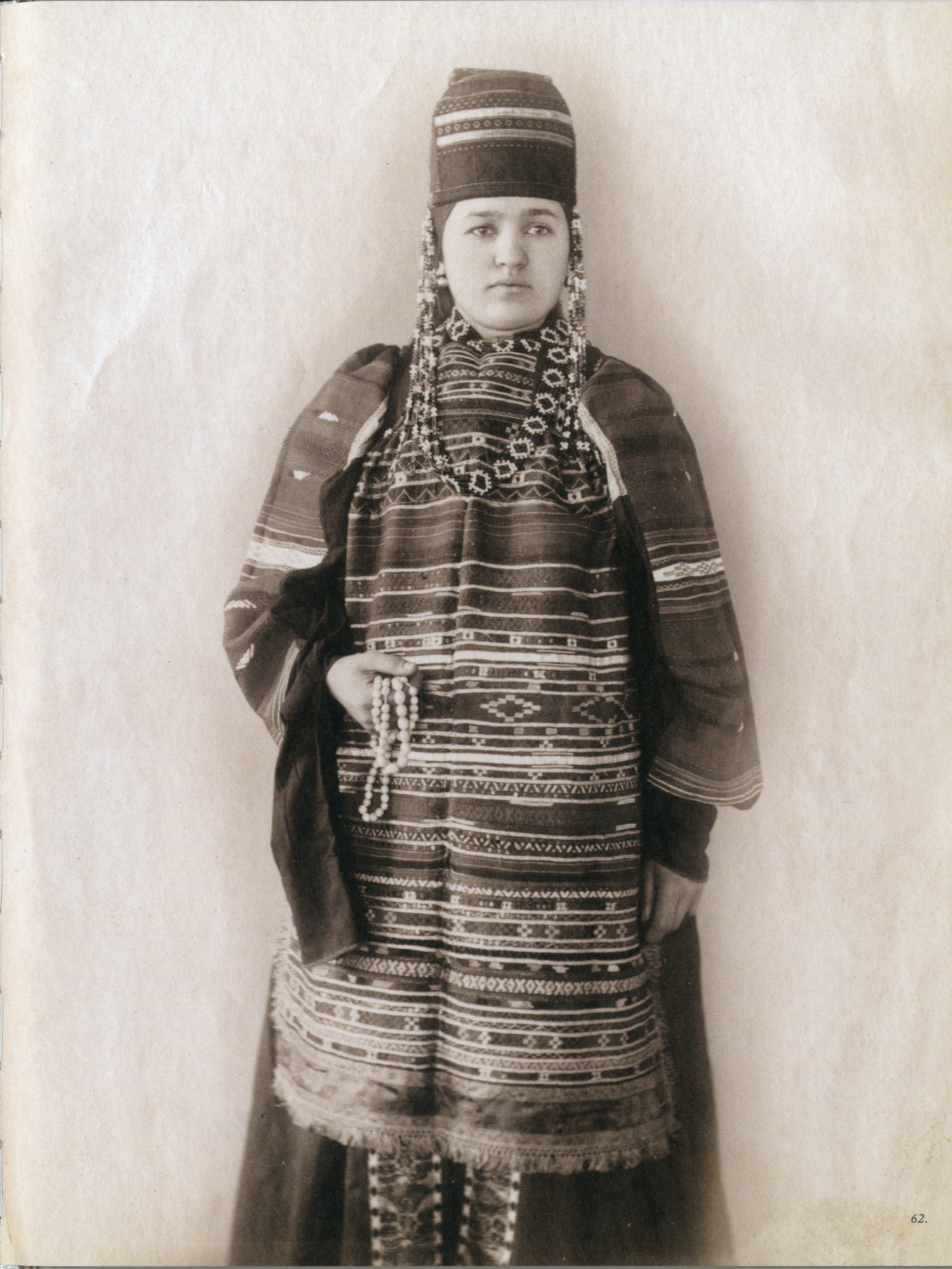
Костюм Московской губернии, фотография из коллекции Шабельских
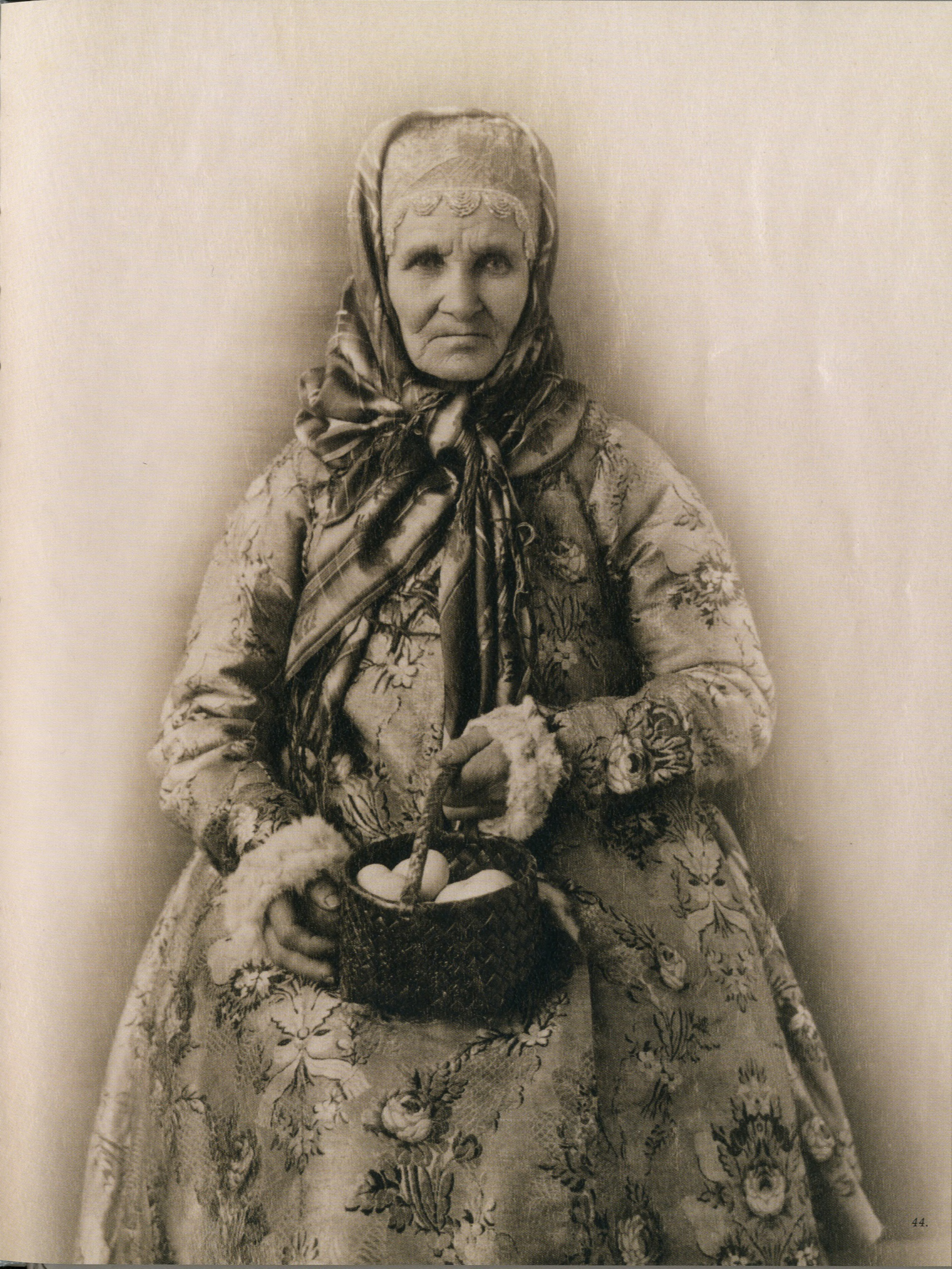
Костюм Московской губернии, фотография из коллекции Шабельских
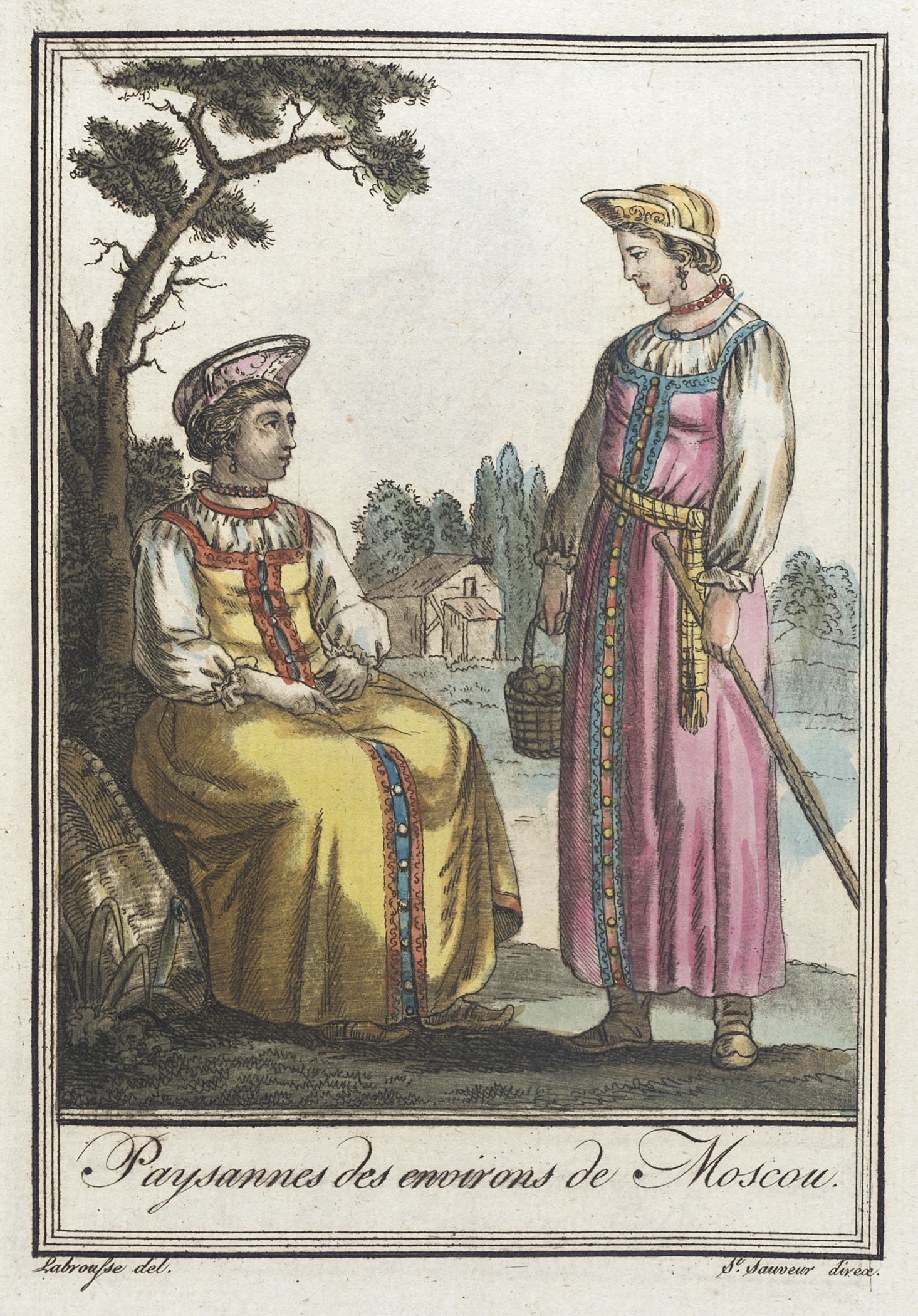
Подмосковные крестьянки, иллюстрация из книги «Costumes de Différents Pays» ок. 1797 г.
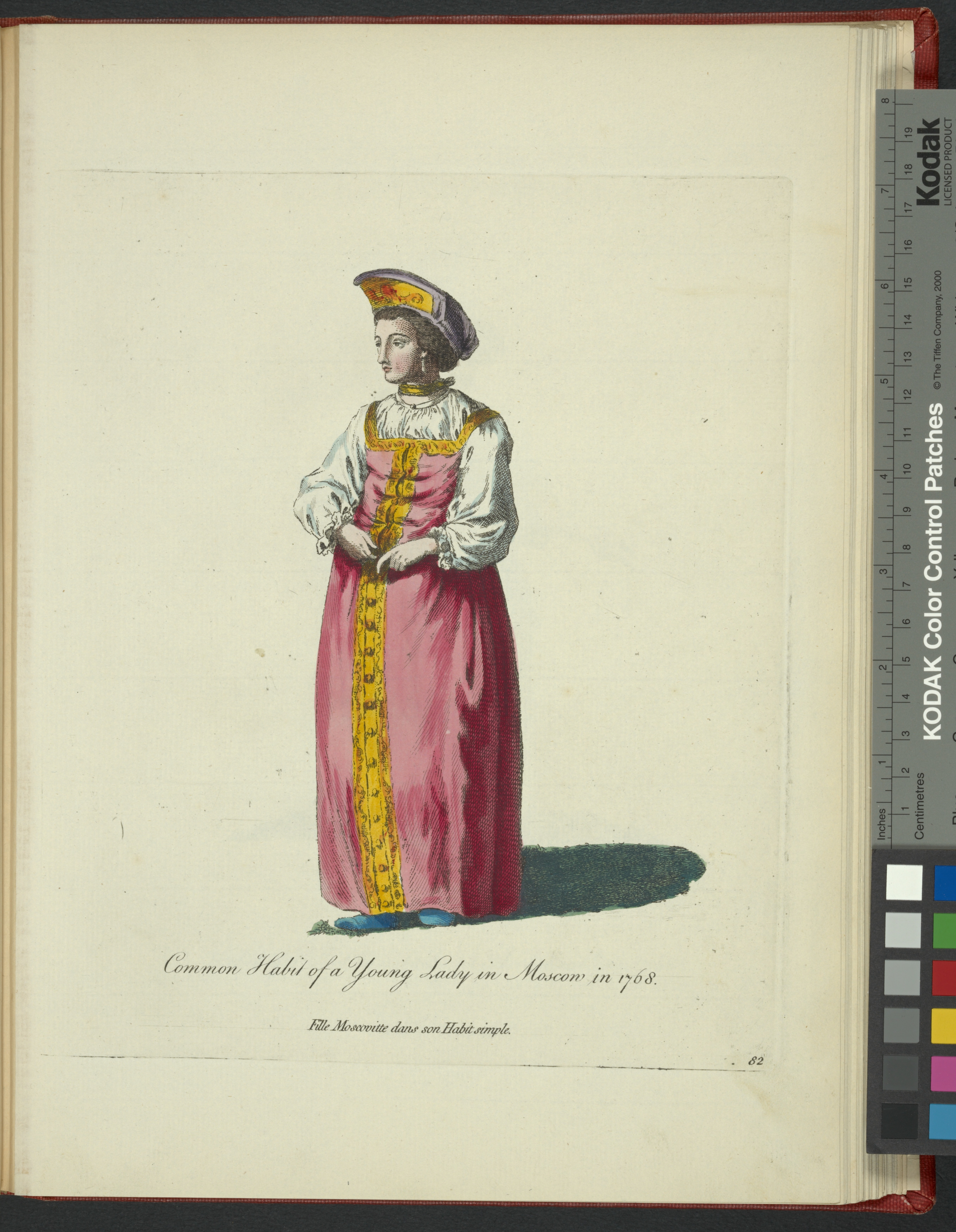
Девушка-москвичка, иллюстрация из книги «A collection of the dresses of different nations» (1768 г.)
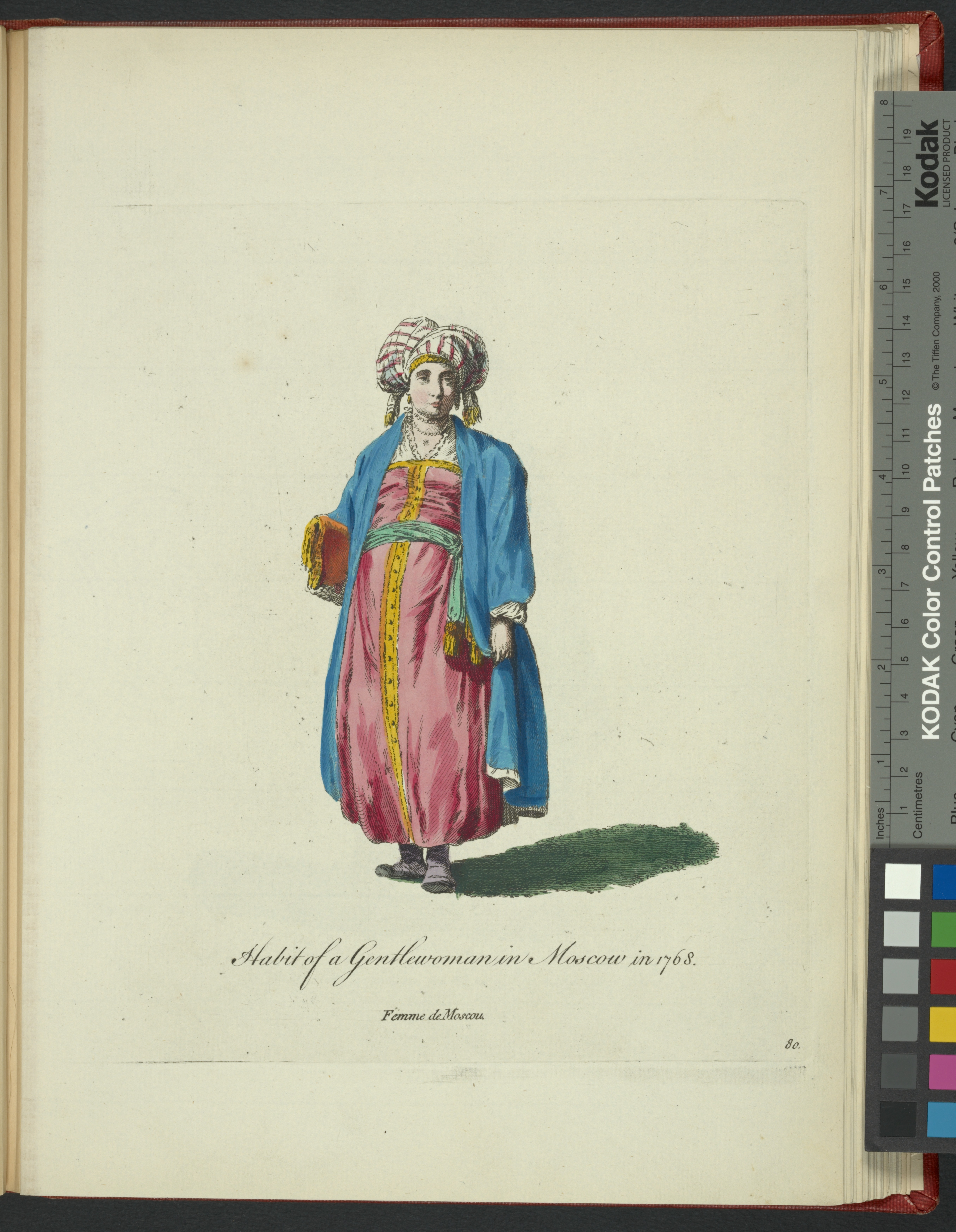
Знатная москвичка, иллюстрация из этой же книги
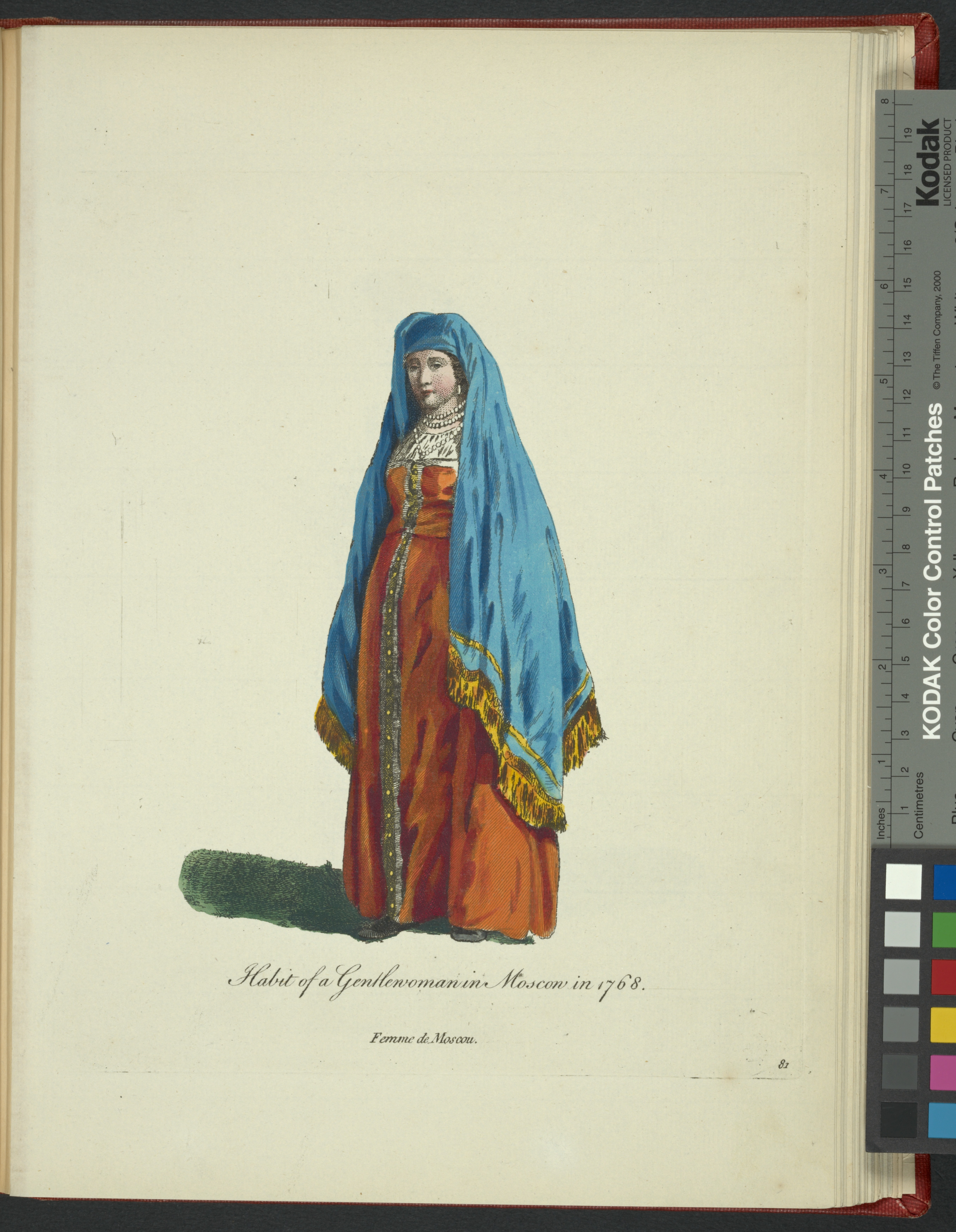
Знатная москвичка, иллюстрация из этой же книги

## Мужской костюм

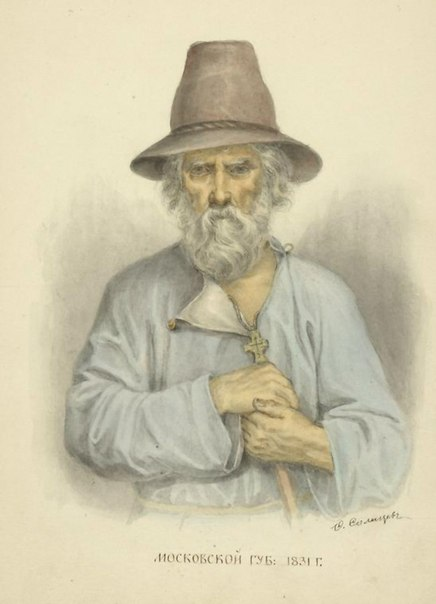
Мужской костюм Московской губернии (1831 г.). Иллюстрация из книги «Одежда Русского государства» Фёдора Солнцева

Мужской народный костюм Подмосковья мало отличался от таковых в других губерниях, поскольку в целом русская народная мужская одежда была более однотипна, в отличие от женской.
Основу мужского костюма так же составляла прямая рубаха-косоворотка до колен. Носили рубаху навыпуск и обязательно с нешироким поясом или кушаком. Мужские рубахи украшали вышивкой по подолу, рукавам, вороту. К рубахе надевали прямые широкие штаны-порты, шили их из домотканых материалов, как правило, в синюю, белую, красную или чёрную полоску. В XIX веке в гардеробе крестьян появились штаны с вшитым поясом, застёгивавшимся на пуговицу, клинообразными вставками с внутренней стороны штанин и карманами. Уже со второй половины XIX века в Московской губернии штаны начали шиться не из домотканины, а из фабричных тканей вроде нанки. Московские бедняки могли позволить себе носить только рубаху, штаны, обувь с онучами или чулками, это была их уличная и домашняя одежда.
Летом мужчины носили чёрный сермяжный кафтан и балахон. В богатом Московском уезде кафтаны шили из тонкого сукна, привезённого из дальних стран. Простые жители города одевались в скромные кожухи или полушубки, богатые москвичи — в кожухи, декорированные дорогой материей, кружевами, драгоценными камнями. Для того, чтобы показать свой достаток богачи носили верхнюю одежду не только для тепла зимой, но и весной и летом. Шубы подпоясывались кушаками, тканными из шерсти или шёлка. На голову надевали войлочную шляпку, имеющие небольшие отвороты, а зимой — меховые колпаки.

## Верхняя одежда
Верхняя одежда обоего пола была практически одинакова. В Подмосковье (как и в ряде других губерний, например, во Владимирской и Ярославской) т.н. «нагольные» шубы (т.е. шубы выходящие кожей наверх и не покрытые тканью (традиционные русские шубы, в отличие от современных, всегда были мехом вовнутрь)) изготовлялись из чёрных и дублёных овчин. В XVIII веке крестьяне летом носили серые и чёрные кафтаны из домотканого сукна (изготовлявшиеся из овчины и коровьей шерсти) и холстяные балахоны, зимой — нагольные овчинные шубы, некоторые крестьянки, однако, носили шубы, покрытые тканью.

## Обувь
Как и по всей России, в Подмосковье самым распространённым видом обуви были лапти, носившиеся поверх онучей или чулок. В Московской губернии, наряду с некоторыми другими губерниями средней полосы, плелись лапти т.н. косого плетения — то есть, полоски используемого материала укладывались друг к другу под углом. Плели такие лапти из липового лыка, они обладали закруглённым носком и высоким задником. Лапти привязывались к ногам с помощью шнурком-оборов, продевавшихся через отверстия в бортах. В XVIII веке кожаную обувь, носимую на постоянной основе, могли позволить себе лишь горожанки, на селе сапоги были праздничной обувью. Другой кожаной обувью, бывшую известной на селе в то время, были и женские туфли-коты. Тем не менее, ещё в конце XIX-начале XX века кожаная обувь вроде туфлей всё ещё считалась «барской», и крестьянки всеми силами старались заполучить модные сапожки, приобретавшиеся у сапожников. Чулки в конце XIX-начале XX века как правило, были покупными (лишь иногда их вязали старухи) и носились по праздникам.

## Аксессуары
Женскими украшениями служили стеклянные и жемчужные бусы, кольца и тяжёлые серьги. На шее москвички носили мониста — ожерелье из бус, позже к нему подвешивались кресты и образки. Из материалов были широко распространены жемчуг и бирюза.

## Народные промыслы
С конца XIX века в Подмосковье начинает распространяться кружевоплетение. Подмосковные крестьянки стали плести кружева из льняных и хлопчатобумажных нитей на продажу, таким образом обеспечивая себе дополнительный заработок.